# ワールドコン
ワールドコン（英: Worldcon、正式には 英: The World Science Fiction Convention）、世界SF大会（せかいエスエフたいかい）は、1939年から（第二次世界大戦中の1942年から1945年までを除いて）毎年、（これまでのところ）地球上のどこかで開かれているSF大会である。主催は世界SF協会（ワールドSFソサエティ、World Science Fiction Society（WSFS））で "Worldcon" という名称の権利もWSFSが保持しているが、各大会の運営はワールドコン開催地の地元のファン組織が行う。各ワールドコン参加者（参加費を支払った人）はWSFS会員とされ、将来のワールドコン開催地とヒューゴー賞受賞者（1955年以降）を投票で決定し、ワールドコン会期中に発表する。

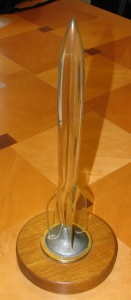
開催中に発表されるヒューゴー賞のトロフィー（1991年）

## ワールドコンで行われるイベント
ワールドコンでは次のようなことが行われる（ただし、下記だけに限らない）。
- パネルディスカッション - 未来の技術、創作、出版、ジャンル作品の哲学的社会学的意味、最新の科学的発見などをテーマに行われる。
- 主賓（ゲスト・オブ・オナー）による講演またはプレゼンテーション
- パーティ
- ゲーム - ロールプレイングゲーム（テーブルトークRPGやライブRPG）、ボードゲーム、カードゲームなどが各所で行われる。
- フィルク音楽 - フォークミュージック（Folk music）をフィルク音楽（Filk music）と誤植したのを面白がって、この言い方が定着してしまった。
- コスプレ - 一般参加者やコスプレ大会の出場者だけではなく、会場のプレゼンターなどもコスプレをしている。
- WSFS関連の行事 - ヒューゴー賞の発表。将来のワールドコン開催地の投票。WSFSのビジネス・ミーティング。これらは、WSFS憲章によりワールドコンでの実施が必須とされている。
- 買い物 - ディーラーが会場の一角に物販スペースを設置し、様々なもの（本、ビデオ、宝石、コスチューム（とその装備品）、ゲーム、マンガ本など）を販売している。
- 主にSFやファンタジーをテーマにした絵の展示や彫刻やその他の作品のアートショー
- 演劇の上演（クリンゴンのオペラなど）
- SF映画やテレビなどの鑑賞
- その他、ファン同士の交流や外部チャリティーイベントなど

## 賞
WSFSが、世界で最も古く権威のあるSF・ファンタジーの賞、ヒューゴー賞の管理と授与を行う。ワールドコンに参加するファン（所定の登録費を支払った人）の投票により、ヒューゴー賞各部門の最終候補作および受賞作を決定する。
個々の大会運営委員会の裁量で、他の賞も発表・授与されることがある。一般にアメリカ国外で開催された場合に、その国のSF関連の賞が発表・授与される。例えば、2007年に日本で開催された際には星雲賞の授賞式が行われた。2009年にカナダで開催されたときにはオーロラ賞（カナダのSFの賞）の授賞式が行われた。ジョン・W・キャンベル新人賞とサイドワイズ賞はワールドコンが主催する賞ではないが、通常ワールドコンで発表される。他にもチェスリー賞（ファンタジーの賞）やプロメテウス賞などもワールドコンで発表される。

## 主賓（ゲスト・オブ・オナー）
各年のワールドコン運営委員会は何人かの主賓（ゲスト・オブ・オナー、GoH）を選ぶ。一般にプロの作家やビッグネームファンが含まれる。アーティストや編集者、科学者なども選ばれることがあり、開会式と閉会式を取り仕切る人やヒューゴー賞授賞式をとりしきる人を別に選ぶことも多い。作家を複数人招くこともある。
他の多くのSF大会は知名度でゲストを選ぶこともあるが、ワールドコンではSF界への貢献度が重視される。当然そのような人物は知名度が高いことが多いが、あえて貢献度が高いのに知られていない人物を選び、広く認知してもらおうとする運営委員会もある。したがって、主賓に選ばれることは生涯貢献賞的な重みがある。GoHに選ばれた人には旅費と参加費と日当が支給される。
開催地選定後すみやかに主賓を発表するため、ワールドコン誘致委員会は事前に主賓を選んでおく。誘致委員会が選んだ主賓によって開催地選定の投票が左右されるのを避けるため、主賓は開催地選定後に発表され、開催地に選ばれなかった方の主賓予定は発表されない。

## 世界SF協会（WSFS）
「Worldcon」という名称は世界SF協会（WSFS） が権利を有している。WSFSは法人ではなく、サイエンス・フィクションへの関心を広めることを目的とした文学的団体である。WSFSには役員はおらず、小さな委員会があるだけで、その時点のワールドコン参加者が会員の大部分を占める。主な活動はワールドコン開催地と各種賞の選定（投票）である。ワールドコン自体は非営利のファン団体がボランティアで運営し、誘致委員会として立候補し、選ばれると運営委員会となる。
WSFS自体についてはワールドコンで開催されるビジネス・ミーティングで毎年議論し、規約や憲章の改正を行う 。WSFS憲章は開催地選定、ヒューゴー賞、WSFS規約などについて定めている。ビジネス・ミーティングでは、憲章改正、WSFS運営などに関する委員会の委員選定も行う。
最も重要な委員会は Mark Protection Committee（MPC）で、WSFSのトレードマークとドメイン名を管理している。

### 開催地選定
実質的に英語圏の大会であり、多くのワールドコンは北アメリカ（アメリカとカナダ）で開催されてきたが、第15回のロンドン（ロンコン1）を皮切りにイギリス、ドイツ、オーストラリア、オランダ、日本、フィンランドでも開催されている。2005年はスコットランドのグラスゴー、2007年の第65回大会はアジアで初めて日本（会場：パシフィコ横浜）で開催された。2009年はカナダのモントリオール、2010年はオーストラリアのメルボルンで開催した。2023年は成都で開催予定。
ワールドコン開催地は参加者による投票で決定される。1970年までは翌年の開催地を決定していたが、1971年から1986年までは2年後までを決定し、1987年から2007年までは3年後までを決定していた。2008年からは再び2年後までを決定する方式に戻っている。例えば、リノで開催された2011年のワールドコンでは、2013年の開催地であるサンアントニオが決定している。このように方式が変化しているため、1度のワールドコンで2箇所（2年分）を選定したこともあるし、全く選定しないこともあった。
北米以外で開催される場合、同じ年に北米でNorth American Science Fiction Convention（NASFiC）が開催される。

## 運営委員会
WSFSは法人ではないので、毎年のワールドコンは開催地で結成した運営委員会が運営する。アメリカ合衆国では501（c）（3）に基づく非営利団体を創設するのが一般的である。運営委員会は独自に創設されることもあるし、その地域の既存のファングループを母体とすることもある。ワールドコンを含むSF大会運営を目的として恒久的に活動している団体もある。ワールドコンは営利目的ではないため、運営はボランティアであり、運営委員やスタッフは無給で交通費も出ない。毎年のワールドコンはそれぞれ別の運営委員会が運営するが、毎年ボランティア・スタッフとして参加しているファンたちが非公式に "Permanent Floating Worldcon Committee" を結成して活動している。
最近のワールドコンの運営には100万ドル近い費用がかかっている。主な収入は参加費であり、他に物販ディーラー、アーティスト、広告業者などから料金を徴収する。中にはスポンサーを見つけて総収入の5%程度まで出させたワールドコンもあった。主な支出は開催場所の施設賃貸料で、他に出版、機器レンタルなどがあり、余裕があれば個々のプログラムの主催者やボランティアに参加費を返還する。基本的に主賓以外は参加費を支払う必要があり、余裕があるときだけワールドコン終了後に関係者に参加費（の一部）を返還する。余剰金があれば、一般にその半分は次のワールドコンの資金として寄贈される（これをpass-along fundsと呼ぶ）。